# Ufotable

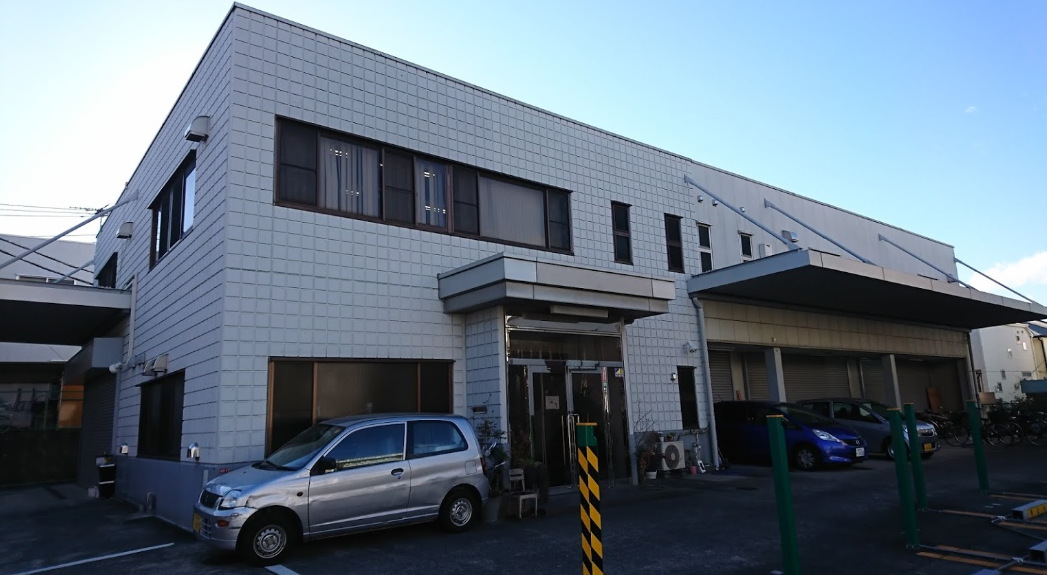
Studio Ufotable in Suginami, Tokio

Ufotable Y.K. (jap. ユーフォーテーブル有限会社, Yūfōtēburu yūgen-gaisha, engl. ufotable, Inc.) ist ein japanisches Animationsstudio im Stadtbezirk Suginami in Tokio. Es wurde im Oktober 2000 gegründet und ist vor allem durch Adaptionen von Werken des Spieleentwicklers Type-Moon bekannt, wie zum Beispiel die Kara no Kyōkai – the Garden of sinners Filmreihe und verschiedene Fate-Ableger, sowie die Anime-Umsetzung des Mangas Demon Slayer. Darüber hinaus produziert es Anime-Cutscenes zu Spielen von Bandai Namco.

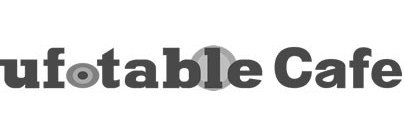
Logo des Ufotable Cafés

## Steuerhinterziehung
Im März des Jahres 2019 wurde berichtet, dass Steuerbehörden aufgrund des Verdachtes auf Steuerhinterziehung die Geschäftsräume des Studios durchsucht haben. Einen Monat später erschien ein Bericht, in dem es hieß, dass das Studio 400 Millionen Yen Steuern schulde. Im Juni des 2020 wurden sowohl das Studio als auch Präsident Hikaru Kondo bezichtigt, gegen das Corporation Tax Act and Consumption Tax Act verstoßen und 139 Millionen Yen Steuern nicht gezahlt zu haben. Im Juli 2021 wurde Kondo offiziell von der Steuerfahndung wegen Steuerhinterziehung angeklagt. Das Studio hat angekündigt, die Steuerbescheide richtiggestellt und den geforderten Betrag an die Steuerbehörden nachgezahlt zu haben.

## Produktionen

### Fernsehserien
- 2002: Weiß Kreuz Glühen
- 2003: Sumeba Miyako no Cosmos-sō Suttoko Taisen Dokkoider
- 2004: Ninin ga Shinobuden
- 2005: Futakoi Alternative
- 2006: Coyote Ragtime Show
- 2011: Fate/Zero
- 2012: Fate/Zero: 2nd Season
- 2014: Fate/stay night: Unlimited Blade Works
- 2015: Fate/stay night: Unlimited Blade Works
- 2015: God Eater
- 2016: Tales of Zestiria the X
- 2017: Katsugeki/Tōken Ranbu
- 2017: Tales of Zestiria the X
- 2019: Kimetsu no Yaiba

### Weitere Anime-Produktionen
- 2007: Tales of Symphonia: The Animation (OVA)
- 2007: the Garden of sinners Film 1 – Thanatos. (Film)
- 2007: the Garden of sinners Film 2 – Mordverdacht (Teil 1) (Film)
- 2008: Gekijōban Kara no Kyōkai Dai-go-shō: Mujun Rasen (Film)
- 2008: Gekijōban Kara no Kyōkai Dai-roku-shō: Bōkyaku Rokuon (Film)
- 2008: the Garden of sinners Film 3 – Verbliebener Sinn für Schmerz (Film)
- 2008: the Garden of sinners Film 4 – Der leere Tempel (Film)
- 2009: Gekijōban Kara no Kyōkai Dai-nana-shō: Satsujin Kōsatsu (Ato) (Film)
- 2009: God Eater Prologue (OVA)
- 2012: GYO – Der Tod aus dem Meer (OVA)
- 2013: Kara no Kyōkai: Fukan Fūkei 3D (Film)
- 2014: Tales of Zestiria – Dōshi no Yoake (Special)